# Aphanolaimidae
Aphanolaimidae é uma família de nematóides pertencentes à ordem Leptolaimida.
Géneros:
- Anonchus Cobb, 1913
- Aphanolaimus de Man, 1880
- Aphanonchus Coomans & Raski, 1991
- Paraphanolaimus Micoletzky, 1922